# HKK Široki
Pour les articles homonymes, voir HKK.
Maillots
Le Hrvatski košarkaški klub Široki Brijeg, ou plus simplement HKK Široki Brijeg est un club bosnien de basket-ball basé à Široki Brijeg. Le club évolue en première division bosnienne et participe également à la Ligue adriatique.

## Palmarès
- Champion de Bosnie-Herzégovine : 1998, 2002, 2003, 2004, 2007, 2009, 2010, 2011, 2012, 2019, 2021
- Vainqueur de la Coupe de Bosnie-Herzégovine : 1998, 2002, 2003, 2004, 2006, 2008, 2012, 2014

## Joueurs et personnalités

### Entraîneurs
- 2001 :  Danijel Jusup
- 2004 :  Ivan Sunara
- 2007 :  Josip Vranković
- 2008-2009 :  Josip Vranković
- Janv. 2010 :  Danijel Jusup
- 2010-2013 :  Ivan Velić
- Avr. 2018-2019 :  Danijel Jusup
- 2021- :  Danijel Jusup

### Joueurs célèbres ou marquants
- Dalibor Peršić
- Marko Šutalo
- Marko Bulić
- Stanko Barać
- Thalamus McGhee
- Kevin Braswell
- Jahmar Young
- Brandon Brown
- Coleman Collins